# Карім Матмур
Карі́м Матму́р (араб. كريم مطمور; нар. 25 червня 1985, Страсбург, Франція) — алжирський футболіст, що народився в Франції. Виступає за німецький клуб Айнтрахт (Франкфурт). Гравець національної збірної Алжиру. 